# Фумане
Фумане (італ. Fumane, вен. Fumane) — муніципалітет в Італії, у регіоні Венето,  провінція Верона.
Фумане розташоване на відстані близько 430 км на північ від Рима, 115 км на захід від Венеції, 16 км на північний захід від Верони.
Населення — 4148 осіб (2014).
Щорічний фестиваль відбувається 21 травня. Покровитель — святий Зенон.

## Демографія
Населення за роками:

Станом на 1 січня 2023 року в муніципалітеті офіційно проживало 260 іноземців з 45 країн, серед них 114 громадян країн Євросоюзу та 5 громадян України.

## Сусідні муніципалітети
- Дольче
- Марано-ді-Вальполічелла
- Сан-П'єтро-ін-Каріано
- Сант'Амброджо-ді-Вальполічелла
- Сант'Анна-д'Альфаедо